# Heißarbeit
Heißarbeit ist eine Tätigkeit, bei der durch mechanische oder thermische Arbeit eine Brandgefahr entsteht. Dieses kann durch Erhitzen des Werkstückes oder der unmittelbaren Umgebung sowie durch Funkenflug passieren.
Als Heißarbeiten gelten beispielsweise arbeiten mit einem Einhand-Winkelschleifer, Schweißen, Löten. In Unternehmen und öffentlichen Gebäuden müssen diese Heißarbeiten gemäß der Brandschutzordnung angemeldet und überwacht sein. Dieses übernimmt üblicherweise entweder die Feuerwehr oder der Werkschutz.